# Chevon Troutman
Chevon Stephen Ray Troutman (ur. 25 listopada 1981 w Williamsport) – amerykański koszykarz występujący na pozycji silnego skrzydłowego lub środkowego.
Mistrz Francji z sezonu 2008/2009, mistrz Niemiec z sezonu 2013/2014 i mistrz Polski z sezonu 2014/2015. Zdobywca Pucharów Francji (2008) i Polski (2015). Dwukrotny uczestnik meczu gwiazd ligi francuskiej. Od lipca 2015 roku zawodnik francuskiego klubu Orléans Loiret Basket.
17 sierpnia 2017 przedłużył umowę z argentyńskim Regatas Corrientes.

## Osiągnięcia
NCAA
- Uczestnik rozgrywek Sweey Sixteen turnieju NCAA (2002–2004)
- Mistrz:
  - turnieju konferencji Big East (2003)
  - sezonu zasadniczego Big East (2002–2004)
- Zaliczony do:
  - I składu Big East (2005)
  - III składu Big East (2003)

Drużynowe
- Mistrz:
  - Polski (2015)
  - Niemiec (2014)
  - Francji (2009)
- Wicemistrz Argentyny (2017)
- Zdobywca Pucharu:
  - Polski (2015)
  - Francji (2008)

Indywidualne
- Uczestnik meczu gwiazd ligi:
  - francuskiej LNB Pro A (2008, 2009)
  - niemieckiej (2011)
- Zaliczony do II składu ligi niemieckiej (2012, 2013)